# Чумацька ділянка
«Чумацька ділянка» — ботанічна пам'ятка природи місцевого значення в Україні. Пам'ятка природи розташована на території  Байковецької сільської громади Тернопільського району Тернопільської області, с. Романове Село, 1,5 кілометра на північний схід від села, урочище «Сапариха».
Площа — 7,40 га, статус отриманий у 1990 році.